# Kátlovce
Kátlovce és un poble i municipi d'Eslovàquia que es troba a la regió de Trnava, a l'oest del país.

## Història
La primera menció escrita de la vila es remunta al 1405.

## Demografia
| Godina             | 1994 | 2004   | 2014   | 2024   |
| ------------------ | ---- | ------ | ------ | ------ |
| Nombre de persones | 1048 | 1093   | 1170   | 1128   |
| Diferència         |      | +4,29% | +7,04% | −3,58% |

| Godina             | 2023 | 2024   |
| ------------------ | ---- | ------ |
| Nombre de persones | 1140 | 1128   |
| Diferència         |      | −1,05% |